# Cerro Cárcel

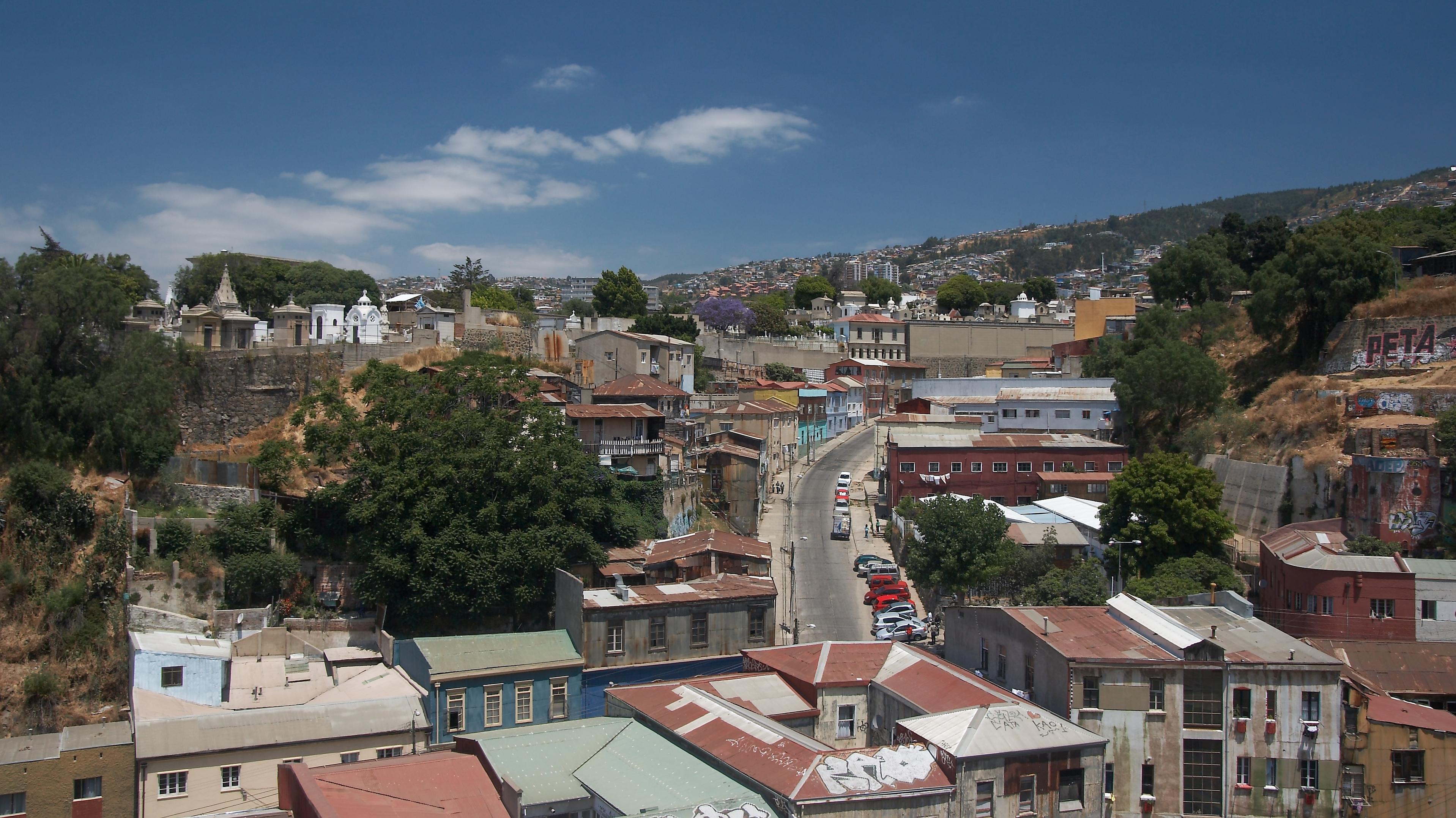
La calle Cumming separa al cerro Cárcel (derecha) del cerro Panteón (izquierda).

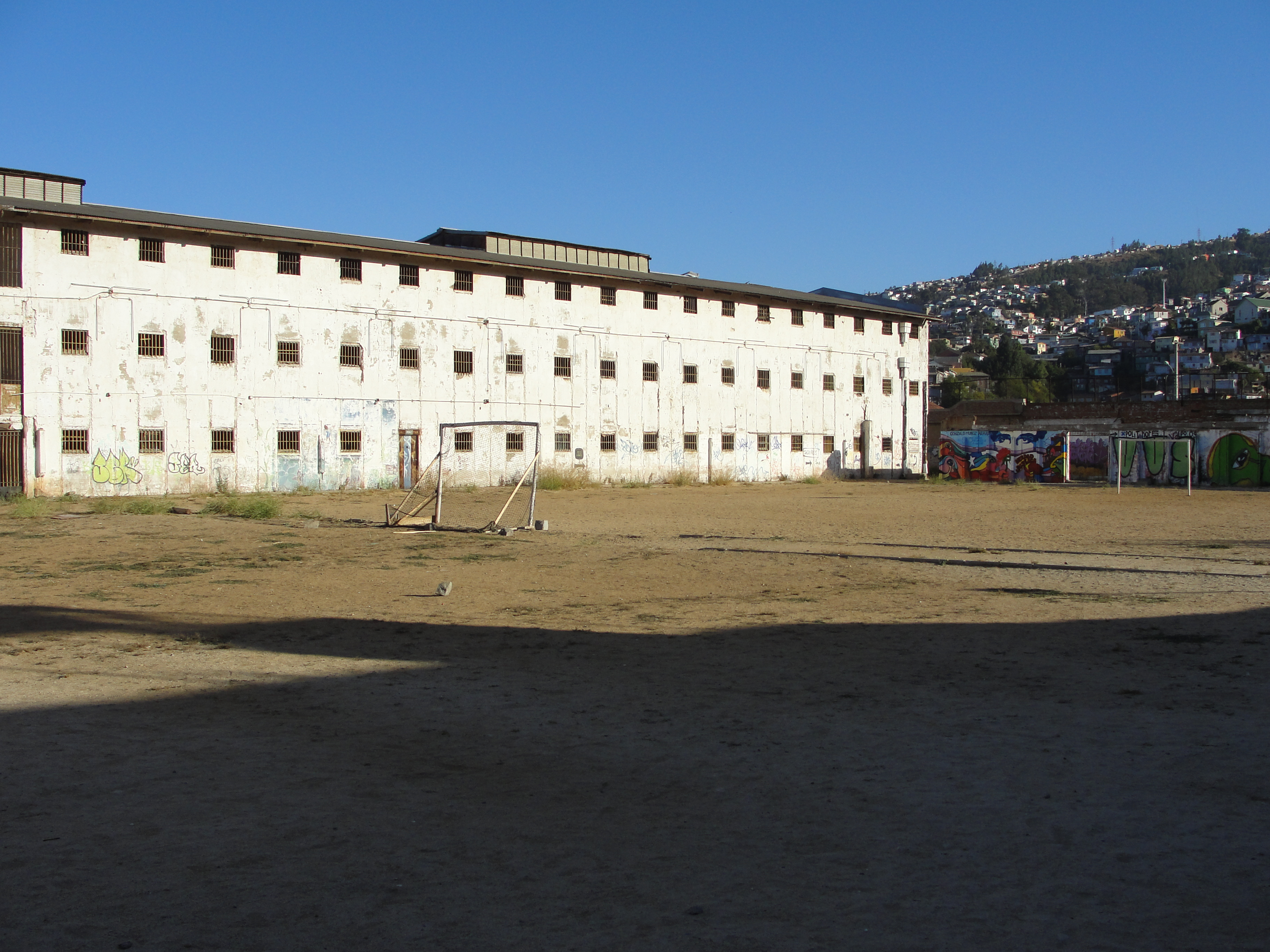
Ex-cárcel de Valparaíso, antes de su remodelación como Parque Cultural de Valparaíso.

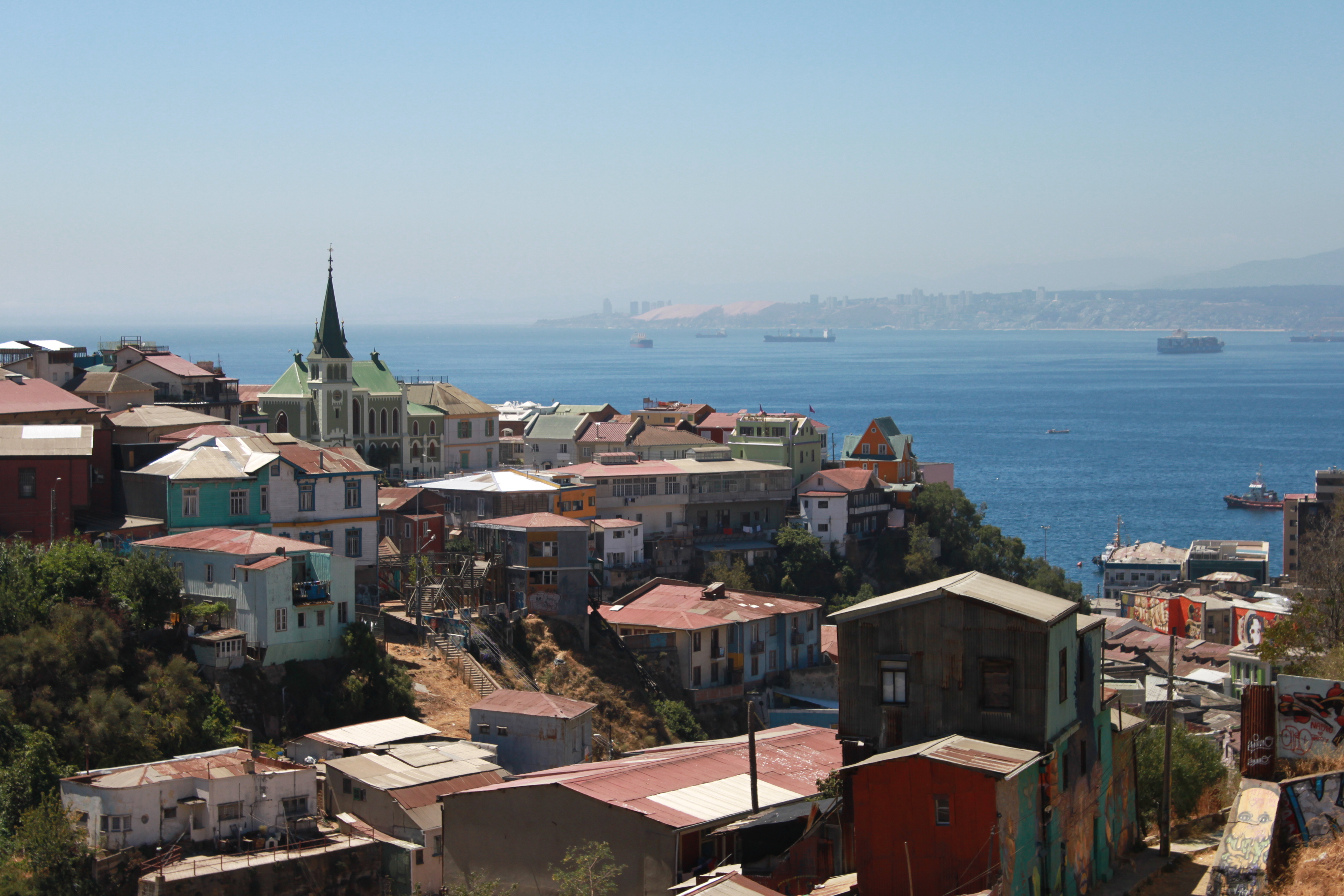
Vista de la Bahía de Valparaíso desde las terrazas del Parque Cultural.

El cerro Cárcel es uno de los 42 cerros de la ciudad de Valparaíso, Chile, ubicado junto al Cerro Panteón. Su nombre se debe a que el cerro albergó allí durante prácticamente todo el siglo XX la antigua Cárcel Pública de la ciudad, donde actualmente se emplaza el Parque Cultural de Valparaíso, y donde todavía se conserva la estructura más antigua de la ciudad, un antiguo polvorín construido entre 1807 y 1809, a fines del período del Chile colonial.
En este cerro también se ubica la Plaza Bismark, remodelada en 2012 y que posee un pequeño anfiteatro y un mirador a la Bahía de Valparaíso.
Aquí se encuentran además el Teatro Museo del Títere y el Payaso, en lo que fue la sede de la Parroquia San Judas Tadeo, y el Liceo Pedro Montt, una construcción del siglo XIX declarada patrimonio histórico.

## Historia
Hasta inicios del siglo XX, este cerro fue conocido como Loma de Elías, hasta que cambió su nombre debido a la construcción de la antigua Cárcel de la ciudad, que funcionó allí entre 1906 y 1999. Sin embargo, hacia fines del siglo XIX se distinguía entre los cerros Elías y el de la Cárcel.
|                      |
| Cerro Cárcel en 1899 |